# مایلای
مایلای (به لاتین: Meilie District) یک سکونتگاه مسکونی در جمهوری خلق چین است که در سانمینگ واقع شده‌است.